# Sand im Getriebe

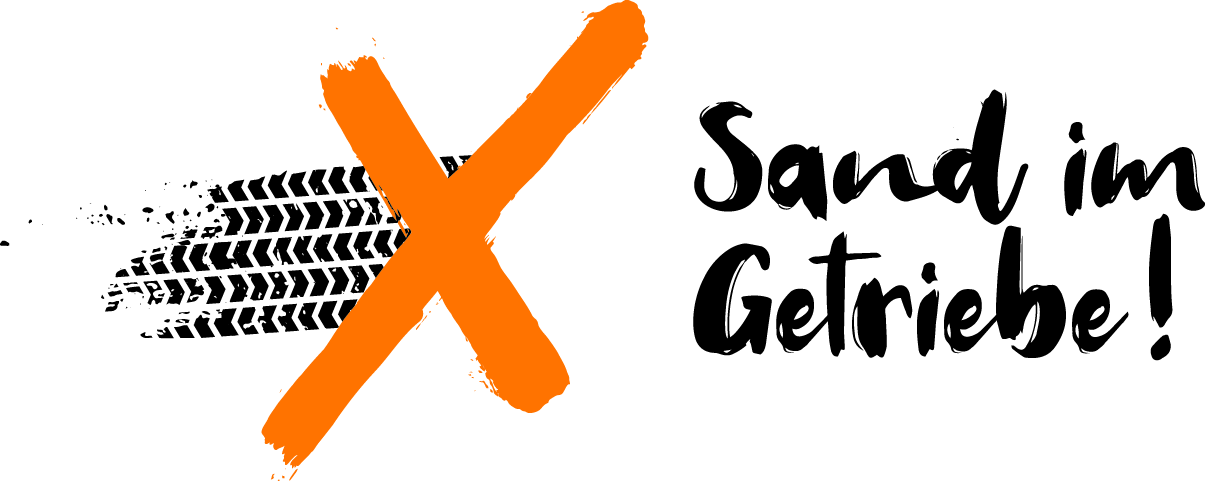
Logo von Sand im Getriebe

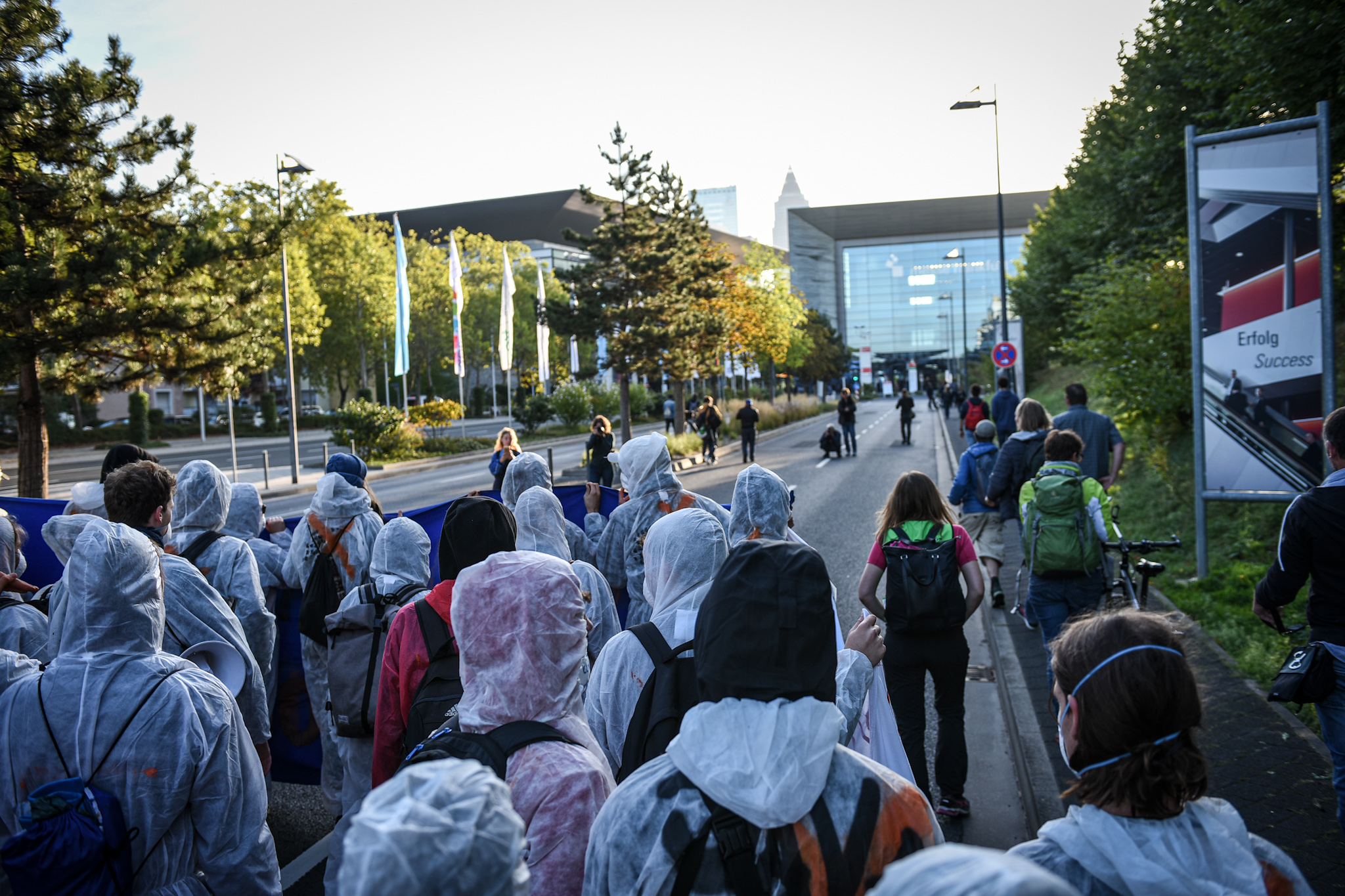
Sand im Getriebe IAA-Frankfurt Blockade 2019

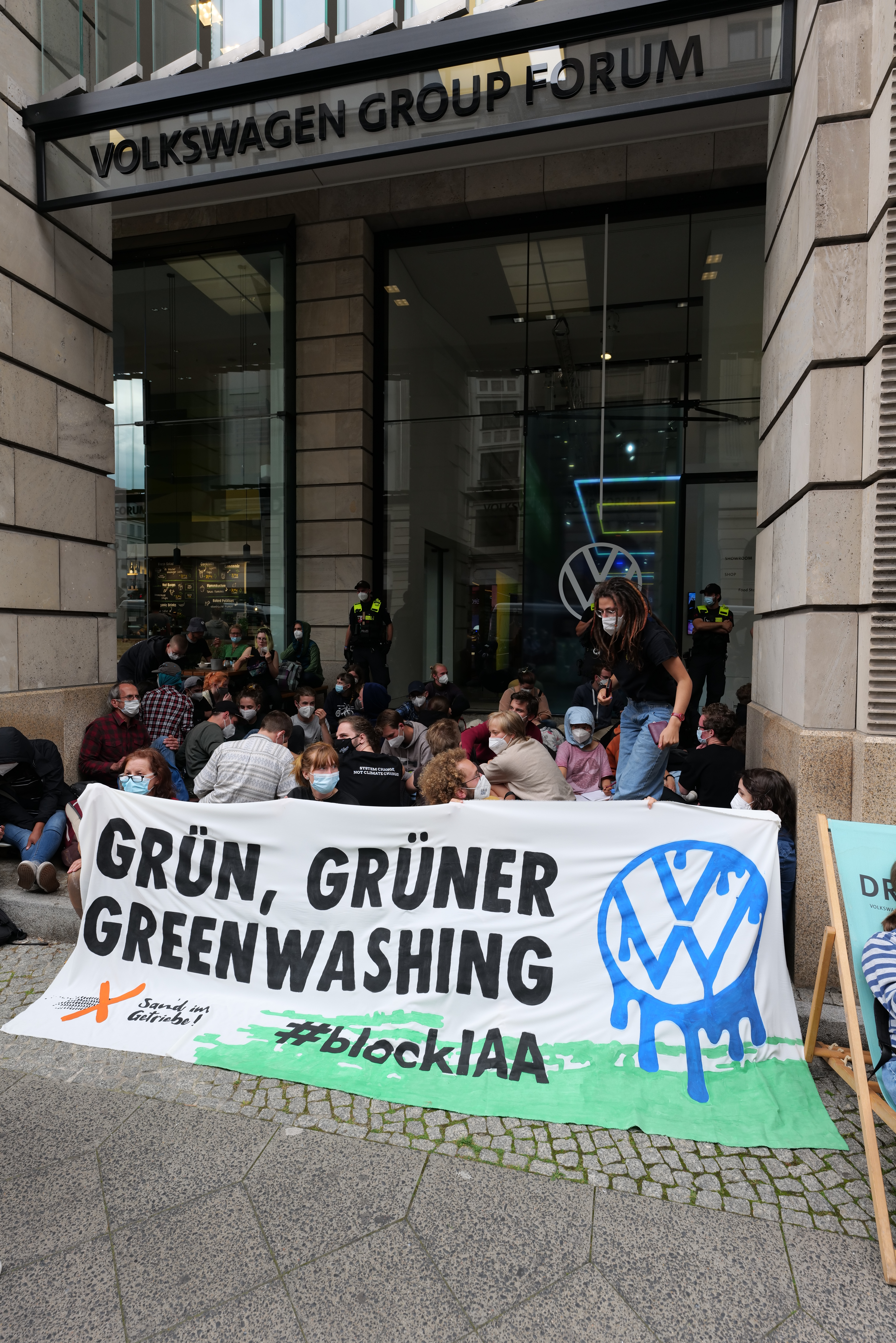
Sand im Getriebe VW blockade Berlin 2021

Sand im Getriebe ist nach eigenen Angaben ein Aktionsbündnis aus verschiedenen klima-, verkehrspolitischen und globalisierungskritischen Gruppen. Das Bündnis wurde Anfang 2019 gegründet und versteht sich als Teil einer globalen Bewegung für Klimagerechtigkeit. Ein Schwerpunkt des Wirkens waren Protest- und Blockadeaktionen der Internationale Automobil-Ausstellung (IAA) 2019 in Frankfurt und 2021 in München.

## Forderungen und Ziele
Sand im Getriebe setzt sich nach eigenen Angaben ein für eine sofortige radikale Verkehrswende. Die Ziele sind autofreie Städte, viel mehr Platz für Fuß- und Radverkehr sowie ein massiv ausgebauter und kostenloser Nahverkehr. Der Bau von Autobahnen, Schnell- und Bundesstraßen müsse sofort gestoppt, die freiwerdenden Mittel für den Ausbau klimafreundlicher Mobilitäts-Infrastruktur genutzt werden. Auch Batterie- oder Brennstoffzellen-Autos würden in hohem Maß Platz, Ressourcen und Energie verbrauchen und Umweltzerstörung, Unfälle und Feinstaub verursachen. Das Modell „Privatauto“ habe somit keine Zukunft, eine drastische Reduzierung der Zahl der Autos sei unvermeidlich.
Die Autoindustrie befinde sich im Umbruch. Eine veraltete, überdimensionierte und ressourcenfressende Autoindustrie müsse kontrolliert rück- und umgebaut werden. Im Rahmen einer Konversion müsse die Produktion umgestellt werden auf Straßenbahnen, Elektro-Busse und -Lieferwagen oder Lastenräder. Dieser Prozess müsse mit den Beschäftigten gemeinsam organisiert, die soziale Absicherung aller Betroffenen dabei garantiert werden. In einem Aktionskonsens als verbindlichen Rahmen der Aktionen zur IAA-München positioniert sich Sand im Getriebe „gegen eine zerstörerische Industrie, die sich einen scheinbar grünen Anstrich gebe, aber weltweit unser Klima verheize.“ Aktionen richteten sich „gegen eine untätige Politik, die einen ökologischen und nachhaltigen Umbau des Verkehrssystems aktiv verhindere und so die Autoindustrie decke und stütze“. Man setze sich ein „für Verkehrssystem, das für Menschen und nicht für Autos gemacht ist.“

## Vorgehensweise und Aktionsform
Sand im Getriebe befürwortet gewaltfreie Blockaden und zivilen Ungehorsam als Protestform. Angesichts der Dringlichkeit der Klimakrise und des Kollapses des Verkehrssystems sei es notwendig und angemessen, von öffentlichem Protest zu zivilem Ungehorsam überzugehen.
Wenige Monate nach Gründung von Sand im Getriebe wurden im Rahmen einer Protestaktion die Haupteingänge der Internationale Automobil-Ausstellung (IAA) 2019 in Frankfurt blockiert. Neben Protestaktionen im Zusammenhang mit der IAA gab es verschiedene Aktionen gegen eine Abwrackprämie, gegen die Abholzung des Dannenröder Forsts, gegen den Ausbau der Autobahn-A49 und der Autobahn-A100. In einem Aufruf zur IAA-München 2021 heißt es, „Wir werden mit unseren Körpern die Internationale Automobilausstellung stören.“ Ziel sei es jedoch nicht, die „Infrastruktur zu zerstören oder zu beschädigen“. Die Aktivisten kündigen an: „Von uns wird keine Eskalation ausgehen.“ Unter anderem haben Aktivisten von Sand im Getriebe 2021 bei der IAA in München aus einem Demonstrationszug heraus zwei Bäume besetzt.

## Namensherkunft
Die Wendung „Sand im Getriebe“ bezieht sich auf ein Gedicht von Günter Eich mit gleichnamigem Titel:
"Schlaft nicht, während die Ordner der Welt Geschäftig sind!
Seid misstrauisch gegen ihre Macht, die sie vorgeben für euch erwerben zu müssen!
Wacht darüber, dass Eure Herzen nicht leer sind, wenn mit der Leere Eurer Herzen gerechnet wird!
Tut das Unnütze, singt die Lieder, die man aus eurem Mund nicht erwartet!
Seid unbequem, seid Sand, nicht das Öl im Getriebe der Welt!"

(Letzter Absatz aus dem Schlussgedicht des Hörspiels „Träume“, 1950)